# The King of Fighters ’95
The King of Fighters '95 (сокр. KoF '95) — компьютерная игра в жанре файтинг, разработанная и выпущенная компанией SNK в 1995 году; вторая основная игра во франшизе The King of Fighters, прямое продолжение The King of Fighters '94.

## Геймплей
Боевая система не притерпела значительных изменений, в основном были улучшены уже существующие механики. Теперь после уклонения от удара можно нанести ответный удар оппоненту, нажав в этот момент любую из кнопок атаки. Появился короткий прыжок, который выполняется быстрым нажатием вверх. Все вернувшиеся персонажи получили новые анимации и приемы, а скорость игры была немного увеличена.
Главным нововведением стала возможность создания своей команды. Игрок теперь может свободно выбирать любых персонажей. Однако увидеть уникальную концовку можно играя только за одну из стандартных команд.

## Сюжет
Официальный синопсис сюжета от SNK:
1995 год. Снова сильнейшие бойцы мира были приглашены на турнир Короля Бойцов.
Автор приглашения никто иной как загадочный «Р»! Может ли этим «Р» быть Ругал, который предположительно взорвал себя на авианосце год назад?
Среди участников в новом турнире находится новая команда, состоящая из Билли, Ягами и Кисараги, которые отправили команду США собирать вещички. Но в чем заключен план Билли? Какие амбиции руководят Кисараги? И что насчет старого врага Кё Кусанаги — Иори Ягами?

Эти новые бойцы присоединяются ко всем прошлогодним участникам турнира, кроме американской команды, разумеется, и в битве, и в всепоглощающей интриге, которые являются основой Короля Бойцов 95.

## Персонажи
В игру вернулись все команды и персонажи из прошлой части, за исключением команды США. Ее заменила команда Соперников (англ. Rivals Team), в которую вошли Билли Кейн из Fatal Fury, Эйдзи Кисараги из Art of Fighting 2 и новый персонаж Иори Ягами.
В игре появился подбосс, являющийся отцом Кё — Сайсю Кусанаги, который считался погибшим во время прошлого турнира Короля Бойцов.
Ругал Бернштейн вернулся в качестве финального босса. Он одержим силой Орочи и в этой игре носит имя Омега Ругал.
Оба босса становятся доступными игроку после ввода специального кода на экране выбора персонажей. Таким образом общее число персонажей в игре достигает 27.
В версии для Game Boy присутствует эксклюзивный персонаж — Накоруру из серии Samurai Shodown.

## Отзывы
The King of Figheters '95 был награжден званием «Лучшая Игра на Neo-Geo 1995 года» издательством Electric Gaming Monthly в 1996 году. За первую неделю версия для Sega Saturn продалась тиражом в 135 214 копий в Японии. По состоянию на 2004 год число проданных копий этой версии достигло 257 294..
В качестве плюсов рецензенты отмечали возможность создания своей команды. Также положительно оценивалась замена команды США на команду Соперников.
Версия для PlayStation получила не очень хорошие отзывы. Отмечалась урезанная графика и долгие загрузки между раундами, которые убивали всю динамику игры. Порт для Sega Saturn был принят хорошо, его называли почти точной копией аркадной версии с единственным отличием в виде частых, но коротких загрузок. Автор рецензии для Sega Saturn Magazine отмечал, что KOF '95 превосходит Street Fighter Alpha, потому что требует куда больших умений от игрока. Также он заметил, что несмотря уже состоявшийся выход The King of Fighters '96 на Saturn в Японии, стоит приобрести обе игры, поскольку они достаточно отличаются друг от друга.